# Ворона синалойська
Ворона синалойська (Corvus sinaloae) — вид горобцеподібних птахів роду крук (Corvus) родини воронових (Corvidae). До 1991 року вважався підвидом Corvus imparatus, від якого відрізняється лише голосом.

## Поширення
Вид є ендеміком Мексики, де мешкає на західному узбережжі.

## Опис
Тіло сягає до 34-38 см завдовжки, вага — 0,6 кг. Пір'я чорного забарвлення з пурпуровим полиском, має чорний дзьоб та ноги. Хвіст квадратної форми.

## Спосіб життя
Мешкає в узбережних районах, напівпустелях, на берегах річок.

### Живлення
Всеїдний вид. Живиться на землі та деревах. У раціон входять різні безхребетні (комахи, краби, молюски), поїдає також фрукти різних дерев та яйця птахів.

### Розмноження
Гніздиться на кокосовій пальмі. У кладці 4-7 блакитних яєць з коричневими цятками.